# Santeri Mäkelä
Aleksanteri (Santeri) Mäkelä, född 26 mars 1870 i Vindala, död troligen 1938 i Sovjetunionen, var en finländsk författare och journalist. 
Mäkelä, som var bondson, emigrerade 1899 till USA, där han var verksam som gruvarbetare och inom den amerikafinska arbetarrörelsen. Han skrev sina första böcker i USA, men återvände 1907 till Finland, där han blev kringresande agitator. Han representerade socialdemokraterna i Finlands lantdag 1910–1913 och 1917. Under finska inbördeskriget 1918 arbetade han för folkkommissariatets jordbruksexpedition och flydde tillsammans med de övriga röda ledarna till Ryssland, där han 1918 medverkade i grundandet av Finlands kommunistiska parti (FKP). Han skrev bland annat lyrik och teaterpjäser och var en uppburen författare i Sovjetkarelen, tills han föll offer för Josef Stalins utrensningar.